# Zeuctodesmus ferrugineus
Zeuctodesmus ferrugineus är en mångfotingart som beskrevs av Chamberlin 1942. Zeuctodesmus ferrugineus ingår i släktet Zeuctodesmus och familjen Holistophallidae. Inga underarter finns listade i Catalogue of Life.